# Lorio alternus
Lorio alternus är en stekelart som först beskrevs av Szepligeti 1916.  Lorio alternus ingår i släktet Lorio och familjen brokparasitsteklar. Inga underarter finns listade i Catalogue of Life.